# Hans-Joachim von Hopffgarten
Hans-Joachim von Hopffgarten (* 12. September 1915 in Ohrdruf; † 9. Oktober 2000 in Bad Wildungen) war ein deutscher Offizier, Major der Wehrmacht und später Generalleutnant der Bundeswehr.

## Leben
Hans-Joachim von Hopffgarten ist der Sohn des Finanzbeamten Willy von Hopffgarten (* 1887; † 1963) und der Bianca Schmidt (* 1888; † 1966), Tochter eines Gutsbesitzers. Er besuchte ein Gymnasium. Im April 1935 trat er als Fahnenjunker in die Wehrmacht ein, absolvierte die Kriegsschule Potsdam, die Panzertruppenschule Wünsdorf und verbrachte zwei Jahre an der Heeressportschule Wünsdorf. Vom 15. September 1939 bis Oktober 1940 war v. Hopffgarten Kompaniechef im Kradschützenbataillon 1, danach im Kradschützenbataillon 61. Anfang Dezember 1941 wurde er verwundet und war fünf Monate in einem Lazarett. Ab Oktober 1942 absolvierte v. Hopffgarten einen zweimonatigen Bataillonsführerlehrgang für schnelle Truppen in Paris, ab Dezember war er Taktiklehrer für Offizierslehrgänge an der Schule für schnelle Truppen in Groß-Glienicke. Am 15. Oktober 1943 wurde er in die Führerreserve versetzt und absolvierte von April bis Oktober 1943 einen Generalstabslehrgang an der Kriegsakademie Hirschberg in Schlesien. Am 1. November 1944 wurde er zum Major befördert, in den Generalstab versetzt und zum Inspekteur der Schulen der Panzertruppen kommandiert, um acht Wochen später erneut in die Führerreserve versetzt zu werden. Vom 1. Februar bis 30. März 1945 diente v. Hopffgarten als Ia im Stab der Panzergrenadier-Division „Kurmark“. Anschließend wurde er als Offizier zbV. zum OKW/Wehrmachtführungsstab kommandiert. Im Mai 1945 geriet er in britische Kriegsgefangenschaft.
Nach seiner Entlassung aus der Gefangenschaft 1946 war v. Hopffgarten zunächst als Gespannführer und Zimmermannsgeselle tätig, 1950 wurde er Sportlehrer in einem Verein. Ab 1952 war er für das Amt Blank tätig und trat am 13. Oktober 1955 als Major in die neu gegründete Bundeswehr ein. Bis September 1958 und vom 1. Februar 1961 bis 30. September 1964 fand er in verschiedenen Führungsstäben des Bundesministeriums der Verteidigung – zuletzt als Referent – Verwendung. Dazwischen diente er Chef des Stabes bei der 7. Panzerdivision in Unna. Ein von ihm verfasstes Gutachten war der Auslöser der Spiegel-Affäre von 1962. Ab dem 1. Oktober 1964 führte er für zweieinhalb Jahre die Panzerbrigade 3 in Nienburg. Seine Beförderung zum Brigadegeneral erfolgte am 25. August 1966.
Von Mai 1969 bis April 1977 war v. Hopffgarten Direktor der Abteilung Streitkräfte und stellvertretender Kommandeur der Führungsakademie der Bundeswehr in Hamburg. Am 1. Mai 1969 löste er dann Generalmajor Frh. Freytag von Loringhoven als Kommandeur der 5. Panzerdivision in Schloss Oranienstein in Diez ab, zwei Monate später erfolgte die Beförderung zum Generalmajor. Ab September 1970 diente er als stellvertretender NATO-Befehlshaber der Alliierten Streitkräfte Ostseezugänge (BALTAP), im Oktober erfolgte die Beförderung zum Generalleutnant. Ende September 1973 wurde er in den Ruhestand versetzt. Sein Kommando übernahm Generalleutnant Hans-Werner Mehlen. Am 22. Dezember 1973 erfolgte die Auszeichnung mit dem Großen Verdienstkreuz des Verdienstordens der Bundesrepublik Deutschland.
Hans-Joachim von Hopffgarten war mit Ruth Schilling verheiratet und hatte drei Kinder, eine Tochter und zwei Söhne.